# Station Malvern Link
Malvern Link is een spoorwegstation van National Rail in Malvern Link, Malvern Hills in Engeland. Het station is eigendom van Network Rail en wordt beheerd door West Midland Trains. 